# Warcraft
Warcraft là một thương hiệu nhượng quyền trong các lĩnh vực video game, tiểu thuyết và nhiều lĩnh vực khác, được sáng tạo lần đầu bởi hãng Blizzard Entertainment. Thương hiệu được xây dựng trên 5 bản game Warcraft nền tảng: Warcraft: Orcs & Humans, Warcraft II: Tides of Darkness, Warcraft III: Reign of Chaos, World of Warcraft, và Hearthstone. 3 phần đầu của loạt game đình đám thuộc thể loại chiến lược thời gian thực, nơi người chơi sẽ điều khiển đội quân của mình đối đầu với người chơi khác hoặc đối thủ máy (AI). Phần game thứ 4 - World of Warcraft - là tựa game bán chạy nhất của thể loại nhập vai trực tuyến nhiều người chơi (MMORPG); trong đó, người chơi điều khiển nhân vật của mình để tương tác với những người chơi khác trong một thế giới ảo. Tựa game mới nhất - Hearthstone - thuộc thể loại thẻ bài sưu tập điện tử.
Ngoài ra, còn có 2  bản mở rộng là Warcraft II: Beyond the Dark Portal, Warcraft III: The Frozen Throne và hàng loạt các bản mở rộng khác của World of Warcraft (The Burning Crusade, Wrath of the Lich King, Cataclysm, Mists of Pandaria, Warlords of Draenor, Legion và Battle for Azeroth).
Tại sự kiên BlizzCon 2018 tổ chức vào ngày 2 tháng 11 năm 2018, Blizzard thông báo sẽ phát hành một phiên bản làm lại của Warcraft III trong năm 2019, tựa mới là Warcraft III: Reforged với nhiều thay đổi về đồ họa và đặc tính nhân vật.
Toàn bộ nội dung trong game đều diễn ra tại vùng đất thần thoại Azeroth. Ban đầu, nội dung game tập trung vào các tộc người xây dựng nên đế chế Eastern Kingdoms và Orcish Horde, kết nối với Azeroth thông qua Dark Portal. Tộc Orc đến từ thế một thế giới khác, được gọi là Draenor, vùng đất này bị ma thuật hắc ám phá tan thành từng mảnh trong sự kiện Warcraft II, sau này được biết đến với tên gọi Outland. Về sau, thế giới Azeroth được mở rộng, nhiều lục địa mới được khám phá như Kalimdor, Northrend, Pandaria, Broken Isles, Kul Tiras, và Zandalar. Theo đó, vũ trụ Warcraft giới thiệu hàng loạt tuyến nhân vật mới như Night Elves, Tauren, Pandaren, v.v... Thế giới Azeroth cũng tồn tại những chủng tộc huyền thoại truyền thống như: yêu tinh, người lùn, quỷ lùn,...
Thế giới Warcraft còn được thể hiện trong nhiều tiểu thuyết, truyện tranh và các loại hình khác - giúp bổ sung đầy đủ về cốt truyện, các tuyến nhân vật cũng như dòng thời gian trong vũ trụ Warcraft. Phần phim chuyển thể đầu tiên, Warcraft ra mắt vào năm 2016.

## Trò chơi điện tử
Ba phần game đầu tiên, bao gồm các phiên bản mở rộng, đều có thể chơi được trên hai hệ máy PC và Macintosh. Với thể loại chiến lược thời gian thực (RTS), mỗi phần tiếp theo có cốt truyện tiếp nối với phần trước đồng thời phát triển thêm nhiều tính năng để cải thiện lối chơi. Warcraft II: Tides of Darkness là game đầu tiên có thể chơi trên internet, vào năm 1998, thông qua hệ thống Battle.net. Đây cũng là phần game đầu tiên được nhà sản xuất làm lại theo kiểu "Battle Chest", phiên bản kết hợp phần game gốc và các phần mở rộng. Warcraft III: Reign of Chaos là phần game đầu tiên có phiên bản sưu tầm (Collector's Edition) dành cho các fan hâm mộ trung thành. Warcraft III và World of Warcraft cũng có phần "Battle Chest" để kết hợp phiên bản gốc với phần mở rộng. Trang "Battle.net" cũng bắt buộc người chơi dùng mã bản quyền để đăng ký tài khoản vào game.
Năm 1998, phần game thuộc thể loại phiêu lưu, Warcraft Adventures: Lord of the Clans, thông bao bị hủy bỏ ra mắt sau quá trình dài đình trệ từ phiên bản trước đó ra mắt từ năm 1997.
Năm 2004, Blizzard Entertainment thay đổi hoàn toàn cách chơi của series từ RTS sang MMORPG khi ra mắt phần tiếp theo World of Warcraft. Phiên bản mới này yêu cầu người chơi phải thanh toán để chơi, nội dung trò chơi thường xuyên được cập nhật thông qua các bản patch. World of Warcraft đã đạt được thành công vang dội khắp toàn cầu, trở thành tựa game trực tuyến có lượt người đăng ký lớn nhất thế giới vào năm 2008. Số người mua chạm đỉnh 100 triệu người trên PC vào năm 2014 và đoạt doanh thu 9,3 tỷ đô la tính hết năm 2018.
Trong suốt quá trình sản xuất StarCraft II: Wings of Liberty, đồng sáng lập hãng Blizzard, Frank Pearce, tuyên bố rằng " Nếu có một đội thực sự đam mê xây dựng một phiên bản Warcraft (theo cách chơi RTS cũ), thì chắc chắn chúng tôi vẫn sẽ cân nhắc đến nó. Thật vô nghĩa nếu chúng tôi chỉ tập trung vào những thứ chúng tôi đang làm hiện tại, phát triển Cataclysm, StarCraft II: Wings of Liberty, Diablo III; chúng tôi luôn phải thảo luận rất nhiều cho những thứ tiếp theo của hãng, mọi thứ phải luôn phát triển".
Năm 2013, Blizzard thông báo phát hành phiên bản chơi miễn phí game online thẻ bài Hearthstone: Heroes of Warcraft. Vào tháng 3 năm 2014, Hearthstone ra mắt chính thức, ngoài các tính năng cơ bản miễn phí, hãng thu phí thêm các thẻ bài đặc biệt.

## Các phiên bản khác

### Tiểu thuyết
- Warcraft: Of Blood and Honor (2000)
- Warcraft: Day of the Dragon (2001)
- Warcraft: Lord of the Clans (2001)
- Warcraft: The Last Guardian (2002)
- Warcraft: War of the Ancients
  - The Well of Eternity (2004)
  - The Demon Soul (2004)
  - The Sundering (2005)
  - War of the Ancients Archive (2007)
- World of Warcraft: Cycle of Hatred (2006)
- Warcraft Archive (2006)
- World of Warcraft: The Chronicles of War (2010)
  - World of Warcraft: Rise of the Horde (2006)
  - World of Warcraft: Tides of Darkness (2007)
  - World of Warcraft: Beyond the Dark Portal (2008)
- World of Warcraft: Night of the Dragon (2008)
- World of Warcraft: Arthas: Rise of the Lich King (2009)
- World of Warcraft: Stormrage (2010)
- World of Warcraft: The Shattering: Prelude to Cataclysm (2010)
- World of Warcraft: Thrall: Twilight of the Aspects (2011)
- World of Warcraft: Wolfheart (2012)
- World of Warcraft: Jaina Proudmoore: Tides of War (2012)
- World of Warcraft: Vol'jin: Shadows of the Horde (2013)
- World of Warcraft: Dawn of the Aspects Parts I-V (2013)
- World of Warcraft: Paragons (2014)
- World of Warcraft: War Crimes (2014)
- World of Warcraft: Destination: Pandaria (2014)
- World of Warcraft: Chronicles Volume 1 (2016)
- World of Warcraft: Illidan (2016)
- Warcraft: Durotan - The Official Film Prequel (2016)
- Warcraft: The Official Novelization (2016)
- World of Warcraft: Traveler (2016)
- World of Warcraft: Chronicles Volume 2 (2017)
- World of Warcraft: Chronicles Volume 3 (2018)
- World of Warcraft: Before the Storm (2018)

### Truyện tranh
- World of Warcraft (2007 – 2009), bộ truyện được phát hành bởi DC Comics mang dấu ấn của WildStorm.
- World of Warcraft: Ashbringer (2008 – 2009), bộ truyện ngắn tập bốn nhan đề, phát hành bởi WildStorm.
- World of Warcraft: Curse of the Worgen (ngày 9 tháng 10 năm 2012)
- World of Warcraft: Pearl of Pandaria (ngày 25 tháng 9 năm 2012)
- Warcraft Saga Issue 1
- World of Warcraft: Dark Riders (ngày 7 tháng 5 năm 2013)
- World of Warcraft: Bloodsworn (ngày 13 tháng 8 năm 2013)
- World of Warcraft: Warlords of Draenor (2014), bộ truyện ba nhan đề, phát hành bởi Blizzard.
- Warcraft: Bonds of Brotherhood (2016)
- World of Warcraft: Legion (2016), bộ truyện bốn nhan đề, phát hành bởi Blizzard.

### Manga
- Warcraft: The Sunwell Trilogy, bộ truyện ba tập của Manhwa, phát hành bởi Tokyopop.
  - Dragon Hunt (March 2005)
  - Shadows of Ice (March 2006)
  - Ghostlands (March 2007)
- Warcraft: Legends (2008 – 2009), bộ tiểu thuyết truyện tranh 5 chương, phần tiếp theo của The Sunwell Trilogy.
- World of Warcraft: Death Knight (ngày 1 tháng 12 năm 2009)
- World of Warcraft: Mage (ngày 1 tháng 6 năm 2010)
- World of Warcraft: Shaman (ngày 28 tháng 9 năm 2010)
- World of Warcraft: Shadow Wing
  - The Dragons of Outland (June 2010)
  - Nexus Point (March 2011)

### Trò chơi cờ bàn (Board game)
- Warcraft: The Board Game – trò chơi chiến lược từ Fantasy Flight Games, nội dung từ phiên bản Warcraft III.
- Warcraft: The Roleplaying Game – chơi theo kiểu nhập vai từ Sword & Sorcery Studios.
- World of Warcraft: The Board Game – board game lấy cảm hứng từ World of Warcraft, do Fantasy Flight Games sản xuất.
- World of Warcraft: The Adventure Game – board game lấy cảm hứng từ World of Warcraft, do Fantasy Flight Games sản xuất.
- World of Warcraft Miniatures Game – dàn trận mô hình lấy cảm hứng từ World of Warcraft, do Upper Deck Entertainment sản xuất.

### Thẻ bài
- World of Warcraft Trading Card Game (2006-2013).[4]
- Hearthstone (2014-hiện tại).

### Tạp chí
Năm 2009, Blizzard thông báo sẽ phát hành một tờ tạp chí với Future US Ltd - có thể mua thông qua đăng ký trực tuyến; thay vì bán công khai trong các quầy bán báo hoặc cửa hàng, tạp chí sẽ trở thành vật phẩm của người sưu tập. Tạp chí phát hành hàng quý, mỗi tập gồm 148 trang. Không có quảng cáo nào được đưa vào tạp chí.
Tháng 9 năm 2011, Blizzard thông báo ngừng xuất bản tập chí. Người đăng ký sẽ nhận được tiền hoàn lại, đồ chơi sang trọng hoặc thú cưng trong trò chơi tùy thuộc vào thời lượng đăng ký chưa thanh toán.

### Phim
Trong thông cáo báo chí ngày 9 tháng 5 năm 2006, Blizzard Entertainment và Legendary Pictures thông báo sẽ phát triển một bộ phim người thật đóng lấy bối cảnh của vũ trụ Warcraft. Tại BlizzCon 2008, theo Mike Morhaime, kịch bản phim đang trong quá trình soạn thảo.
Tháng 1 năm 2013, Duncan Jones được thông báo sẽ phụ trách đạo diễn phim, dựa trên kịch bản của Charles Leavitt. Bộ phim được bắt đầu quay vào đầu năm 2014 - với cốt truyện dựa trên cuốn tiểu thuyết Warcraft: The Last Guardian.
Đoạn giới thiệu dài đầu tiên cho bộ phim được phát hành vào ngày 6 tháng 11 năm 2015. Warcraft được công chiếu lần đầu tại Los Angeles vào ngày 6 tháng 6 năm 2016, phát hành bởi Universal Pictures tại Hoa Kỳ vào ngày 10 tháng 6 năm 2016. Phim nhận nhiều đánh giá tiêu cực từ giới phê bình, và thu về 433 triệu đô la.

### Heroes of the Storm
Năm 2015, Blizzard phát hành Heroes of the Storm, một trò chơi đấu trường chiến đấu trực tuyến nhiều người chơi, trong đó người chơi có thể điều khiển các nhân vật khác nhau từ các thương hiệu của Blizzard, phần lớn trong số đó đến từ vũ trụ Warcraft.